# Tamnofilídeos
Tamnofilídeos (nome científico: Thamnophilidae) é uma família de aves passeriformes, típica da América do Sul. O grupo inclui 190 espécies, classificadas em 43 géneros. Os tamnofilídeos estão muito bem representados no  Brasil, onde ocorrem 169 das espécies conhecidas, 47 das quais endêmicas. A lista de animais brasileiros em risco de extinção lista 17 tamnofilídeos.
O grupo é muito variado e inclui aves como o ipecuá, choquinhas, formigueiros, chororós e zidiês, por exemplo. Os tamnofilídeos são aves muito variáveis em aspecto, adaptadas a vários ambientes, mas a maioria tem modo de alimentação insectívoro e ocorre em zonas florestadas.

## Géneros
O sinal + indica os géneros monoespecíficos
- Cymbilaimus | Hypoedaleus + | Batara + | Mackenziaena | Frederickena | Taraba + | Sakesphorus | Biatas + | Thamnophilus | Pygiptila + | Megastictus + | Neoctantes + | Clytoctantes | Xenornis + | Thamnistes + | Dysithamnus | Thamnomanes | Myrmotherula | Dichrozona + | Myrmorchilus + | Herpsilochmus | Microrhopias + | Formicivora | Drymophila | Terenura | Cercomacra | Pyriglena | Rhopornis + | Myrmoborus | Hypocnemis | Myrmochanes + | Gymnocichla + | Sclateria + | Percnostola | Myrmeciza | Pithys | Gymnopithys | Myrmornis + | Rhegmatorhina | Hylophylax | Phlegopsis | Skutchia + | Phaenostictus +